# Zlatý Hor
| G8 |

| G8 |

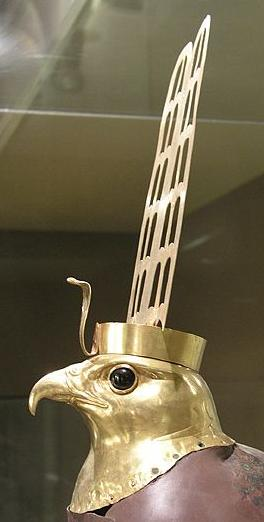
Hlava sokola z tepaného zlata z doby 6. dynastie

Jméno (resp. titul) Zlatý Hor (nověji též Zlaté jméno) je v egyptologii užívané novodobé označení pro jednu ze součástí královské titulatury ve starověkém Egyptě. Název je odvozen od způsobu hieroglyfického zápisu, který je tvořen znakem pro boha Hora sedícího na značce s významem „zlato“. V úplné podobě titulatury složené z pěti jmen bylo toto jméno uváděno jako třetí v pořadí. Stejně jako první z královských jmen (tzv. Horovo jméno) spojuje panovníka s bohem Horem, ale jeho přesný význam, v němž samotní Egypťané podle způsobu užívání kladli důraz na jeho složku vyjadřovanou slovem „zlato“, zůstává nejasný a je předmětem diskusí.

## Význam jména
V české egyptologii je toto jméno pokládáno za způsob ztotožnění krále se sluncem žhnoucím na obloze. Erik Hornung poukazuje na mytologický kontext, podle nějž jsou ze zlata tvořena těla bohů, přičemž zlato samo může být různými způsoby spojováno s věčností. S tím snad souvisí nález unikátní hlavy sokola z tepaného zlata z doby Staré říše (nejpravděpodobněji ze 6. dynastie) doplněné v Nové říši čelenkou v podobě péřové koruny; stejným směrem by mohlo poukazovat prohlášení panovníků 18. dynastie Thutmose III., že jej Amon „vytvořil do podoby sokola ze zlata“ nebo prohlášení Hatšepsuty, že je „ženským Horem z ušlechtilého zlata“. Řecký text na Rosettské desce z ptolemaiovské doby dává jméno Zlatý Hor do souvislosti s predikátem „nadřazený (svým) nepřátelům“, tedy do mytologického kontextu panovníka jako Hora vítězícího nad Sutechem. Tato interpretace však může být ovlivněna významovými posuny v povaze Sutechova kultu, k nimž docházelo od Pozdní doby, takže nemusí odrážet skutečný původní význam jména.

## Další královská jména
Vývoj panovnické titulatury byl uzavřen na počátku Střední říše, nejpozději od této doby se skládala celkem z pěti jmen uvozených znaky vypovídajících o povaze královské moci (podle pořadí):
- Horovo jméno
- Obě paní
- Zlatý Hor
- jméno nisut-bitej
- tzv. rodné jméno syn Reův